# Brampton-Ouest
Pour les articles homonymes, voir Brampton.
Circonscription électorale fédérale du Canada
Brampton-Ouest ((en) Brampton West) est une circonscription électorale fédérale et provinciale en Ontario.

## Circonscription fédérale
La circonscription est située au sud de l'Ontario et se limite à la ville de Brampton, près de Toronto.
En 2011, les circonscriptions limitrophes étaient Brampton—Springdale, Dufferin—Caledon, Mississauga—Brampton-Sud, Mississauga—Streetsville et Wellington—Halton Hills. Depuis 2015, les circonscriptions limitrophes sont Brampton-Sud, Wellington—Halton Hills, Dufferin—Caledon, Brampton-Nord et Brampton-Centre.

## Historique
La circonscription de Brampton-Ouest a été créée à partir des circonscriptions de Brampton-Centre et de Brampton-Ouest—Mississauga en 2003.
| Législature                                                           | Années                                                                | Député                                                                | Député                                                                | Parti                                                                 |
| Brampton-Ouest issue de Brampton-Centre et Brampton-Ouest—Mississauga | Brampton-Ouest issue de Brampton-Centre et Brampton-Ouest—Mississauga | Brampton-Ouest issue de Brampton-Centre et Brampton-Ouest—Mississauga | Brampton-Ouest issue de Brampton-Centre et Brampton-Ouest—Mississauga | Brampton-Ouest issue de Brampton-Centre et Brampton-Ouest—Mississauga |
| --------------------------------------------------------------------- | --------------------------------------------------------------------- | --------------------------------------------------------------------- | --------------------------------------------------------------------- | --------------------------------------------------------------------- |
| 38e                                                                   | 2004–2006                                                             |                                                                       | Colleen Beaumier                                                      | Libéral                                                               |
| 39e                                                                   | 2006–2008                                                             |                                                                       | Colleen Beaumier                                                      | Libéral                                                               |
| 40e                                                                   | 2008–2011                                                             | Andrew Kania                                                          |                                                                       | Libéral                                                               |
| 41e                                                                   | 2011–2015                                                             |                                                                       | Kyle Seeback                                                          | Conservateur                                                          |
| 42e                                                                   | 2015–2019                                                             |                                                                       | Kamal Khera                                                           | Libéral                                                               |
| 43e                                                                   | 2019–2021                                                             |                                                                       | Kamal Khera                                                           | Libéral                                                               |
| 44e                                                                   | 2021–2025                                                             |                                                                       | Kamal Khera                                                           | Libéral                                                               |
| 45e                                                                   | 2025–en cours                                                         |                                                                       | Amarjeet Gill                                                         | Conservateur                                                          |

## Circonscription provinciale
Depuis les élections provinciales ontariennes du 4 octobre 2007, l'ensemble des circonscriptions provinciales et des circonscriptions fédérales sont identiques.